# Piranga rubra
Piranga rubra là một loài chim trong họ Cardinalidae.
Cá thể trưởng thành có mỏ nhọn và có thân dài 17 cm và nặng 29 g. Sải cánh dài từ 28 đến 30 cm. Chim trống trưởng thành có màu đỏ hồng còn chim mái có màu xanh lơ ở phần dưới và màu ô liu ở trên, với cánh và đuôi màu nâu ô liu. 

## Phân bố và sinh cảnh
Môi trường sinh sản của chúng là những khu vực có nhiều cây cối rậm rạp, đặc biệt là có cây sồi, trên khắp miền nam Hoa Kỳ, kéo dài đến tận phía bắc Iowa. Những con chim này di cư đến Mexico, Trung Mỹ và bắc Nam Mỹ. Loài chim này là một kẻ lang thang cực kỳ hiếm ở Tây Âu.